# آب‌انبار آرادان
آب‌انبار آرادان اثری تاریخی مربوط به دوره قاجار است که در داخل شهر آرادان واقع شده و این اثر در تاریخ ۲۵ اسفند ۱۳۸۰ با شمارهٔ ثبت ۵۶۶۲ به‌عنوان یکی از آثار ملی ایران به ثبت رسیده است. در حاشیه جاده اصلی آرادان به سمنان و در مجاورت منطقه علی‌آباد آرادان، آب انبار دیگری نیز به نام آب انبار علی‌آباد آرادان وجود دارد که برخی این دو آب انبار را با هم اشتباه می‌گیرند.